# Pennsylvania (geologi)
| Karbon 359 miljoner – 299 miljoner år före nutid | Karbon 359 miljoner – 299 miljoner år före nutid | Karbon 359 miljoner – 299 miljoner år före nutid | Karbon 359 miljoner – 299 miljoner år före nutid |
| Period (System)                                  | Epok (Serie)                                     | Ålder (Etage)                                    | Miljoner år sedan                                |
| ------------------------------------------------ | ------------------------------------------------ | ------------------------------------------------ | ------------------------------------------------ |
| Perm                                             | Cisural                                          | Assel                                            | senare                                           |
| Karbon                                           | Pennsylvania                                     | Gzhel                                            | 304–299                                          |
| Karbon                                           | Pennsylvania                                     | Kasimov                                          | 307–304                                          |
| Karbon                                           | Pennsylvania                                     | Moskva                                           | 315–307                                          |
| Karbon                                           | Pennsylvania                                     | Basjkir                                          | 323–315                                          |
| Karbon                                           | Mississippi                                      | Serpuchov                                        | 331–323                                          |
| Karbon                                           | Mississippi                                      | Visé                                             | 347–331                                          |
| Karbon                                           | Mississippi                                      | Tournai                                          | 359–347                                          |
| Devon                                            | Yngre devon                                      | Famenne                                          | tidigare                                         |

 Pennsylvania, även känt som yngre karbon och övre karbon, är en geologisk tidsperiod inom karbon och spänner mellan 323 och 299 miljoner år sedan. Namnet kommer från den amerikanska delstaten Pennsylvania, där det finns stora förekomster av kol från denna tid. I Nordamerika betraktades mississippi och Pennsylvania som två geologiska perioder, medan dessa i Europa traditionellt sammanförts till perioden karbon. Den Internationella stratigrafiska commisionen betraktar idag Pennsylvania som en subperiod av karbon.

## Epoken i jordens kronologi
| Geokronologi                  | Geokronologi                  | Geokronologi                  | Geokronologi                   |
| Denna tabell: visa • redigera | Denna tabell: visa • redigera | Denna tabell: visa • redigera | Denna tabell: visa • redigera  |
| Eon                           | Era                           | Period                        | Epok                           |
| ----------------------------- | ----------------------------- | ----------------------------- | ------------------------------ |
| Fanerozoikum                  | Kenozoikum                    | Kvartär                       | Holocen (0,01–0)               |
| Fanerozoikum                  | Kenozoikum                    | Kvartär                       | Pleistocen (2,59–0,01)         |
| Fanerozoikum                  | Kenozoikum                    | Neogen                        | Pliocen (5–2,6)                |
| Fanerozoikum                  | Kenozoikum                    | Neogen                        | Miocen (23–5)                  |
| Fanerozoikum                  | Kenozoikum                    | Paleogen                      | Oligocen (35–23)               |
| Fanerozoikum                  | Kenozoikum                    | Paleogen                      | Eocen (57–35)                  |
| Fanerozoikum                  | Kenozoikum                    | Paleogen                      | Paleocen (65–57)               |
| Fanerozoikum                  | Mesozoikum                    | Krita                         | Yngre krita (100–65)           |
| Fanerozoikum                  | Mesozoikum                    | Krita                         | Äldre krita (146–100)          |
| Fanerozoikum                  | Mesozoikum                    | Jura                          | Yngre jura (161–146)           |
| Fanerozoikum                  | Mesozoikum                    | Jura                          | Mellersta jura (176–161)       |
| Fanerozoikum                  | Mesozoikum                    | Jura                          | Äldre jura (200–176)           |
| Fanerozoikum                  | Mesozoikum                    | Trias                         | Yngre trias (228–200)          |
| Fanerozoikum                  | Mesozoikum                    | Trias                         | Mellersta trias (245–228)      |
| Fanerozoikum                  | Mesozoikum                    | Trias                         | Äldre trias (251–245)          |
| Fanerozoikum                  | Paleozoikum                   | Perm                          | Loping (260–251)               |
| Fanerozoikum                  | Paleozoikum                   | Perm                          | Guadalupe (271–260)            |
| Fanerozoikum                  | Paleozoikum                   | Perm                          | Cisural (299–271)              |
| Fanerozoikum                  | Paleozoikum                   | Karbon                        | Pennsylvania (318–299)         |
| Fanerozoikum                  | Paleozoikum                   | Karbon                        | Mississippi (359–318)          |
| Fanerozoikum                  | Paleozoikum                   | Devon                         | Yngre devon (385–359)          |
| Fanerozoikum                  | Paleozoikum                   | Devon                         | Mellersta devon (398–385)      |
| Fanerozoikum                  | Paleozoikum                   | Devon                         | Äldre devon (416–398)          |
| Fanerozoikum                  | Paleozoikum                   | Silur                         | Pridoli (419–416)              |
| Fanerozoikum                  | Paleozoikum                   | Silur                         | Ludlow (423–419)               |
| Fanerozoikum                  | Paleozoikum                   | Silur                         | Wenlock (428–423)              |
| Fanerozoikum                  | Paleozoikum                   | Silur                         | Llandovery (444–428)           |
| Fanerozoikum                  | Paleozoikum                   | Ordovicium                    | Yngre ordovicium (461–444)     |
| Fanerozoikum                  | Paleozoikum                   | Ordovicium                    | Mellersta ordovicium (472–461) |
| Fanerozoikum                  | Paleozoikum                   | Ordovicium                    | Äldre ordovicium (488–472)     |
| Fanerozoikum                  | Paleozoikum                   | Kambrium                      | Furong (497–485)               |
| Fanerozoikum                  | Paleozoikum                   | Kambrium                      | Miaoling (509–497)             |
| Fanerozoikum                  | Paleozoikum                   | Kambrium                      | Kambriums serie 2 (521–509)    |
| Fanerozoikum                  | Paleozoikum                   | Kambrium                      | Terreneuve (541–521)           |
| Proterozoikum                 | Neoproterozoikum              | Ediacara                      |                                |
| Proterozoikum                 | Neoproterozoikum              | Kryogenium                    |                                |
| Proterozoikum                 | Neoproterozoikum              | Tonium                        |                                |
| Proterozoikum                 | Mesoproterozoikum             | Stenium                       |                                |
| Proterozoikum                 | Mesoproterozoikum             | Ecstasium                     |                                |
| Proterozoikum                 | Mesoproterozoikum             | Kalymmium                     |                                |
| Proterozoikum                 | Paleoproterozoikum            | Staterium                     |                                |
| Proterozoikum                 | Paleoproterozoikum            | Orosirium                     |                                |
| Proterozoikum                 | Paleoproterozoikum            | Ryacium                       |                                |
| Proterozoikum                 | Paleoproterozoikum            | Siderium                      |                                |
| Arkeikum                      | Neoarkeikum                   |                               |                                |
| Arkeikum                      | Mesoarkeikum                  |                               |                                |
| Arkeikum                      | Paleoarkeikum                 |                               |                                |
| Arkeikum                      | Eoarkeikum                    |                               |                                |
| Hadeikum                      |                               |                               |                                |

Teckenförklaring: Tidsintervallet inom parenteser representerar miljoner år sedan då epoken varade.